# Batjeverlaat

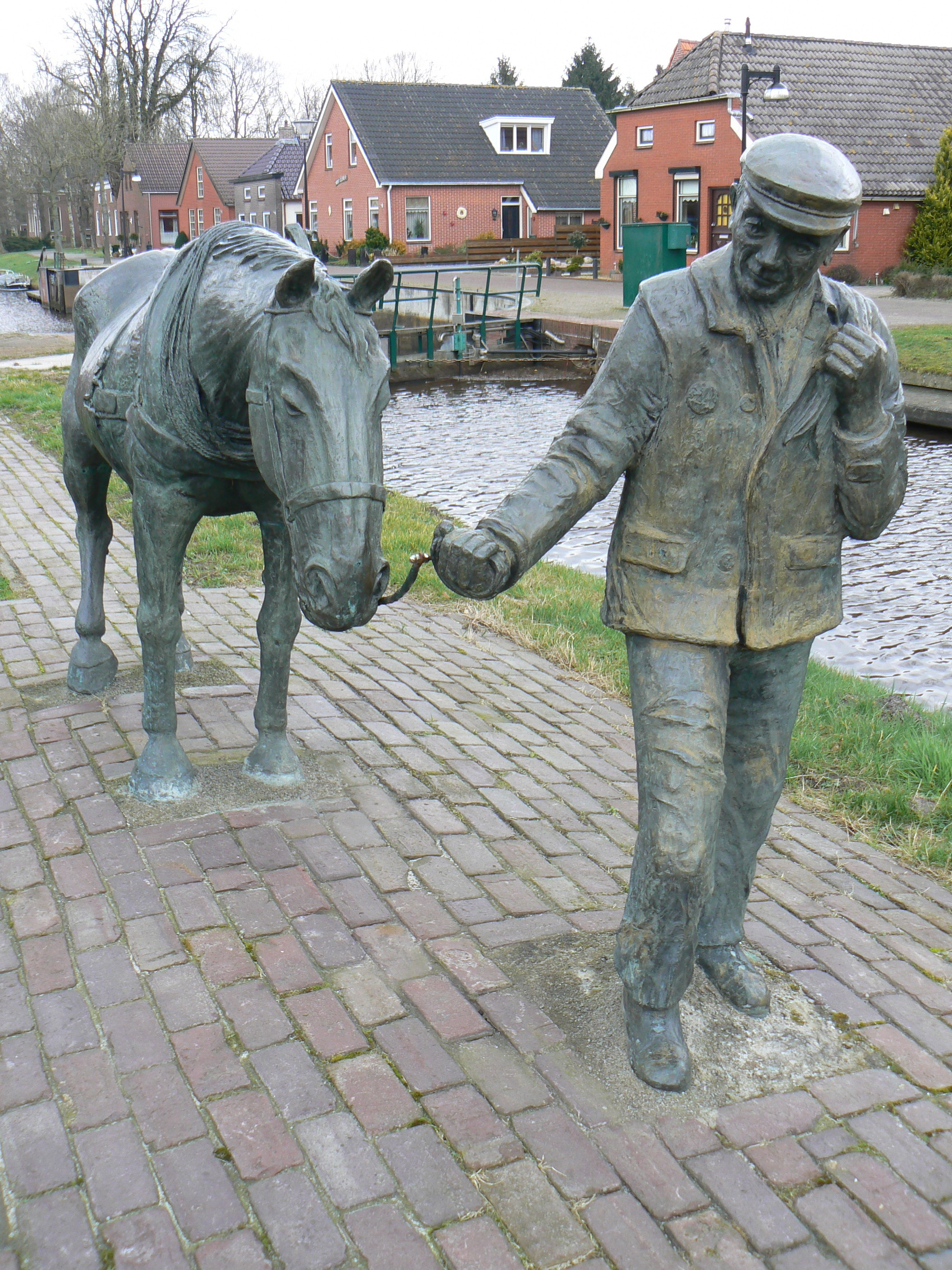
Kunstwerk Scheepsjager van Maria Klinkenberg (1984) met op de achtergrond het Batjeverlaat

Het Batje(s)verlaat, ook Batje(s)sluis, Bovenste Verlaat of Bovenwildervankster Verlaat genoemd, is een schutsluis (verlaat) in de plaats Wildervank in de gemeente Veendam in de Nederlandse provincie Groningen. De sluis ligt in het Wildervankster Oosterdiep ter hoogte van de 60e laan en de N385 en regelt het waterpeil tussen het Oosterdiep en het Stadskanaal. De sluis is gedurende ongeveer 2 eeuwen in gebruik geweest voor met name de turfvaart. Eind 17e eeuw werd hiertoe het waterschap Wildervankster Participantenverlaat opgericht. In 2005 werd de sluis voor het laatst gerestaureerd. De sluismeesterswoning staat aan de Bareveldweg 21 en dateert uit het midden van de 19e eeuw. Rondom het Batjeverlaat waren van oudsher veel winkels gevestigd.
De naam verwijst naar het feit dat hier vroeger een bat lag.